# Frederick Alexander Burrows
Frederick Alexander Burrows, avstralski general, * 10. november 1897, † 23. maj 1973.